# Rotterdamse Schie
La Rotterdamse Schie est un canal de la rivière Schie, dans la province néerlandaise de Hollande-Méridionale, construit au Moyen Âge entre Overschie et Rotterdam pour permettre l'amélioration du commerce par voie fluviale.
Le canal a d'abord joué un rôle important dans le développement de Rotterdam. La construction des canaux de la Schie a fait l'objet d'enjeux et de mésententes entre les différentes communes concernées, Rotterdam, Schiedam, Delft et Overschie, en raison de l'importance stratégique et commerciale de ces canaux. Le Rotterdamse Schie a progressivement perdu de son importance, au profit de la Delfhaven Schie qui s'est imposée comme la principale voie fluviale entre Delft et Rotterdam.
À l'époque contemporaine, le canal a été en grande partie comblé, pour faire face à la forte croissance de la population au nord de Rotterdam, et il est désormais remplacé par de larges avenues. Seules quelques portions du canal restent visibles.

## Histoire
Au Moyen Âge, alors qu'il n'existe pas encore de larges routes, les transports fluviaux jouent un rôle extrêmement important dans le commerce. La rivière Schie est située entre plusieurs villes de Hollande du Sud et en particulier Delft (qui relie, au nord, les grandes villes de Leiden et d'Amsterdam), Schiedam (dont le nom indique que la ville s'est construite auprès d'une digue sur la Schie) et Rotterdam. Dans ce contexte, l'accès à la Schie est d'une importance capitale.
Le 7 juin 1340, Rotterdam reçoit de Guillaume IV, comte de Hollande, sa charte municipale. Il y est notamment stipulé que l'office des eaux de Schieland doit aider la ville à construire un canal entre la Schie de Overschie et Rotterdam. Cette construction permettra à la ville d'échapper aux taxes imposées par le passage fluvial à Schiedam. La construction dure de 1343 à 1348. Le tracé est sinueux, car les cours d'eau existants sont utilisés pour établir le parcours de la Rotterdam Schie.
Delft ne veut pas être dépendante de Rotterdam pour son commerce. La ville sollicite alors du comte Albert de Bavière, en 1389, une concession pour creuser son propre canal de la Schie. Au point de rencontre de la rivière Schie venant de Delft et de la haute digue de Schieland se dresse Delfshaven, qui appartient alors à Delft,.
Rotterdam et Delft ont de nombreux conflits dus aux deux Schies, ce qui conduit pendant des années à la fermeture du canal de la Schie de Rotterdam. Ce conflit est finalement résolu en 1512, par le Grand Conseil de Mechelen) qui rend une décision favorable à Rotterdam. La Schie et ses canaux permettent le déplacement des passagers et marchandises entre ces grandes villes. À cette époque, 300 000 personnes circulent annuellement sur la Schie, entre Delft et Rotterdam.

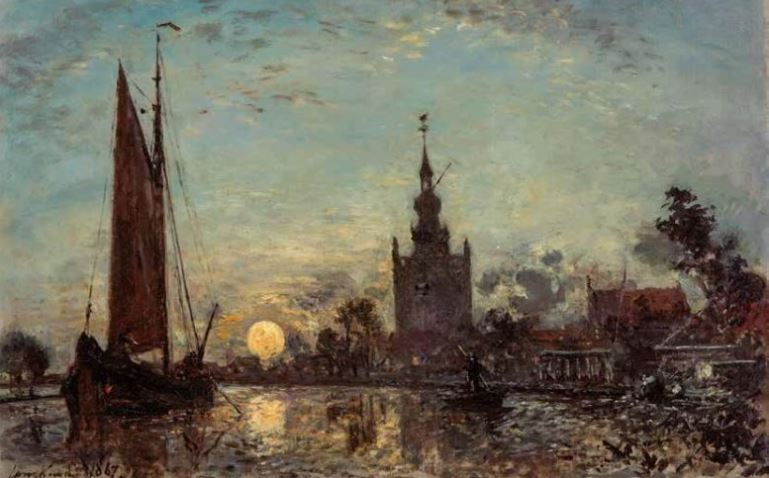
Huile représentant la Schie à Overschie (1867).

Après le Siècle d'or, du fait de l'importance croissante des moyens de transports terrestres, en particulier le développement d'une nouvelle ligne ferroviaire entre Rotterdam et La Haye en 1847, la Schie perd de son importance : les transports de passagers et de marchandise sont de moins en moins nombreux et le transport fluvial de passagers s'arrête définitivement en 1847.
En 1933, la connexion entre la Schie à Delfshaven et de la Nouvelle Meuse est renforcée par l'ouverture des Parkluizen. L'importance de la Rotterdam Schie se réduit.
À partir de 1931, le cours de la Rotterdamse Schie est modifié pour permettre l'expansion des quartiers résidentiels du Blijdorp. Le Noorderhaven est temporairement construit pour connecter la Schie et le canal Schie. Après le bombardement de Rotterdam du 14 mai 1940 et la destruction quasi complète du centre-ville, la Schie de Rotterdam est comblée avec les gravats déblayés.
Seules quelques portions de cet ancien canal restent visibles, à Overschie.

## Galerie

Rotterdamse Schie
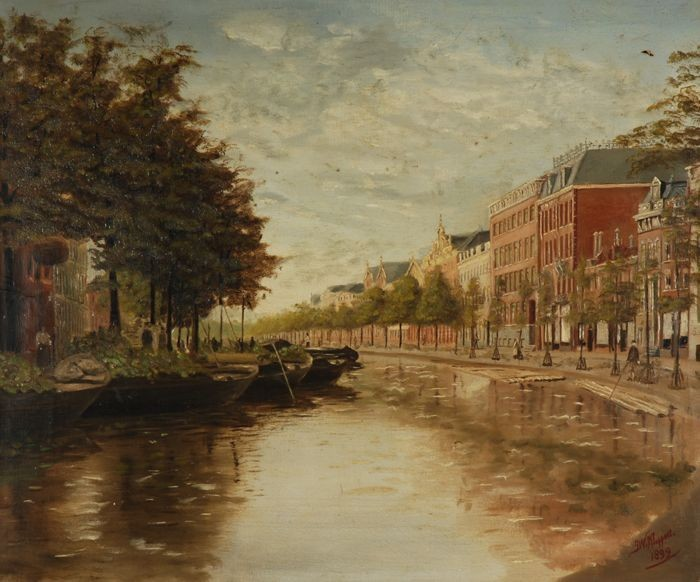
Schiekade (1899)
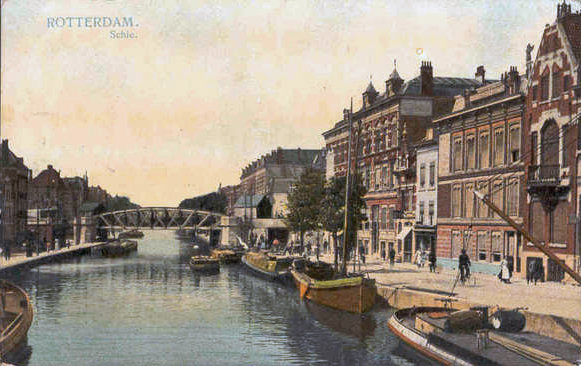
Schie passant sur Schiekade en 1910.
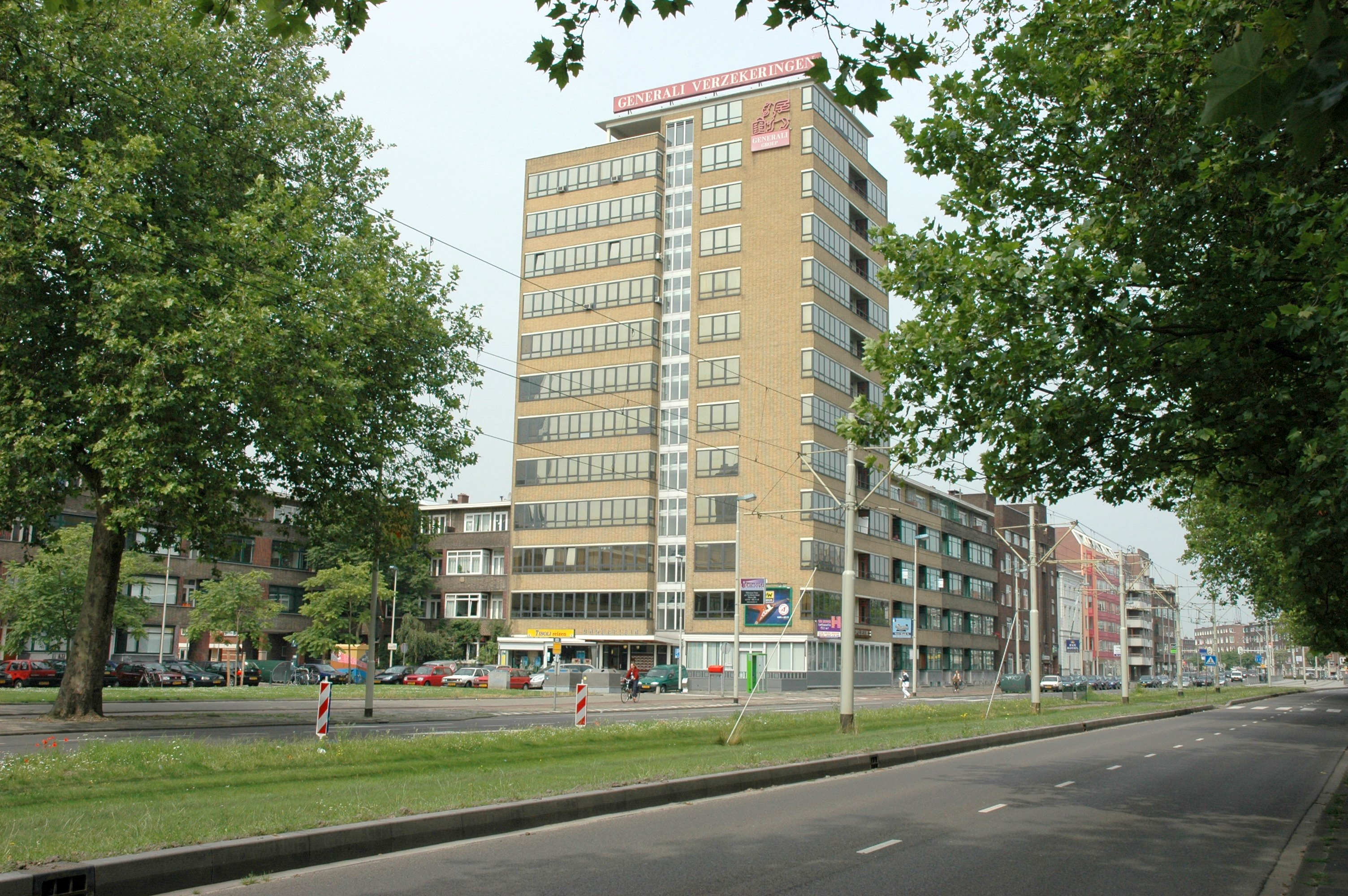
Schiekade après l'assèchement de la Schie.
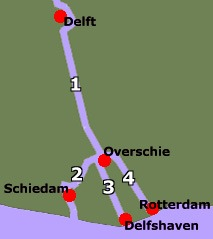
Quatre cours d'eau s'appellent la Schie, fruit de disputes médiévales.